# Ferenczi Antal
Ferenczi Antal, Fernbach (Nagyvárad, 1925. március 4. – ? ) román válogatott labdarúgó, csatár, edző.

## Pályafutása

### A válogatottban
1948-ban egy alkalommal szerepelt a román válogatottban.

## Sikerei, díjai
- Magyar bajnokság
  - bajnok: 1943–44
- Román bajnokság
  - bajnok: 1951
- Román kupa
  - győztes: 1949

## Statisztika

### Mérkőzése a román válogatottban
| Románia | Románia           | Románia  | Románia | Románia  | Románia      | Románia     | Románia | Románia |
| #       | Dátum             | Helyszín | Hazai   | Eredmény | Vendég       | Kiírás      | Gólok   | Esemény |
| ------- | ----------------- | -------- | ------- | -------- | ------------ | ----------- | ------- | ------- |
| 1.      | 1948. október 24. | Bukarest | Románia | 1 – 5    | Magyarország | Balkán-kupa | -       | 2'      |
|         | Összesen          |          |         | 1        | mérkőzés     |             | 0       | gól     |